# Alexander II van Imeretië
 Alexander II (Georgisch: ალექსანდრე II, Aleksandre II)) (overleden 1 april 1510) was koning van Georgië in 1478 en koning van Imeretië van 1483 tot aan zijn dood in 1510.

## Leven en regeerperiode
Alexander II werd in 1478 koning van Georgië toen zijn vader Bagrat VI van Georgië, die ook als Bagrat II koning van Imeretië was, overleed. Alexander maakte daarmee aanspraak op de twee belangrijkste Georgische regio's, Imeretië in het westen en Kartli in het oosten. Hij werd echter uit het koninkrijk verdreven door een rivaliserende prins uit Kartli, Constantijn II, en werd gedwongen zich terug te trekken in de westelijke bergregio's Ratsja en Letsjchoemi. Alexander heroverde Imeretië en het koningschap in 1484 na de nederlaag van Constantijn, maar verloor een jaar later de hoofdstad Koetaisi opnieuw aan Constantijn. In 1488 vielen Turkmeense Ak Koyunlu onder leiding van Jakub beg, zoon van Oezoen Hasan, Kartli binnen en greep Alexander alsnog de controle over Imeretië en Koetasi. In 1490 moest Constantijn zijn rivaal erkennen als onafhankelijke soeverein van Imeretië en zich beperken tot de regering van Kartli. Dit wordt gezien als het formele einde van het Koninkrijk Georgië.
De vrede tussen de twee Georgische koninkrijken duurde niet lang en in augustus 1509 viel Alexander Kartli binnen, waarbij hij zowel de westelijke regio's als de fortstad Gori innam. Hij moest echter zijn plan voor een verenigd Kartli-Imeretië afbreken toen  de Ottomanen tijdens zijn afwezigheid Imeretië hadden overvallen. Hij keerde terug naar Koetaisi, waarna Gori weer teruggenomen werd door David X van Kartli.

## Familie en kinderen
Alexander II trouwde in 1483 met Tamar, en samen kregen ze vijf kinderen. Tamar stierf op 12 maart 1510 en kort daarna stierf Alexander op 1 april. Ze werden beiden begraven in het Gelatiklooster niet ver van Koetaisi.
Kinderen:
- Bagrat III van Imeretië, die zijn vader opvolgde als koning van Imeretië
- Prins David (geboren in 1505)
- Prins Vachtang (stierf circa 1545)
- Prins Khusro
- Prinses Elene (stierf in 1551)